# Provincia di Iğdır
La provincia di Iğdır è una delle province della Turchia. 	

## Distretti

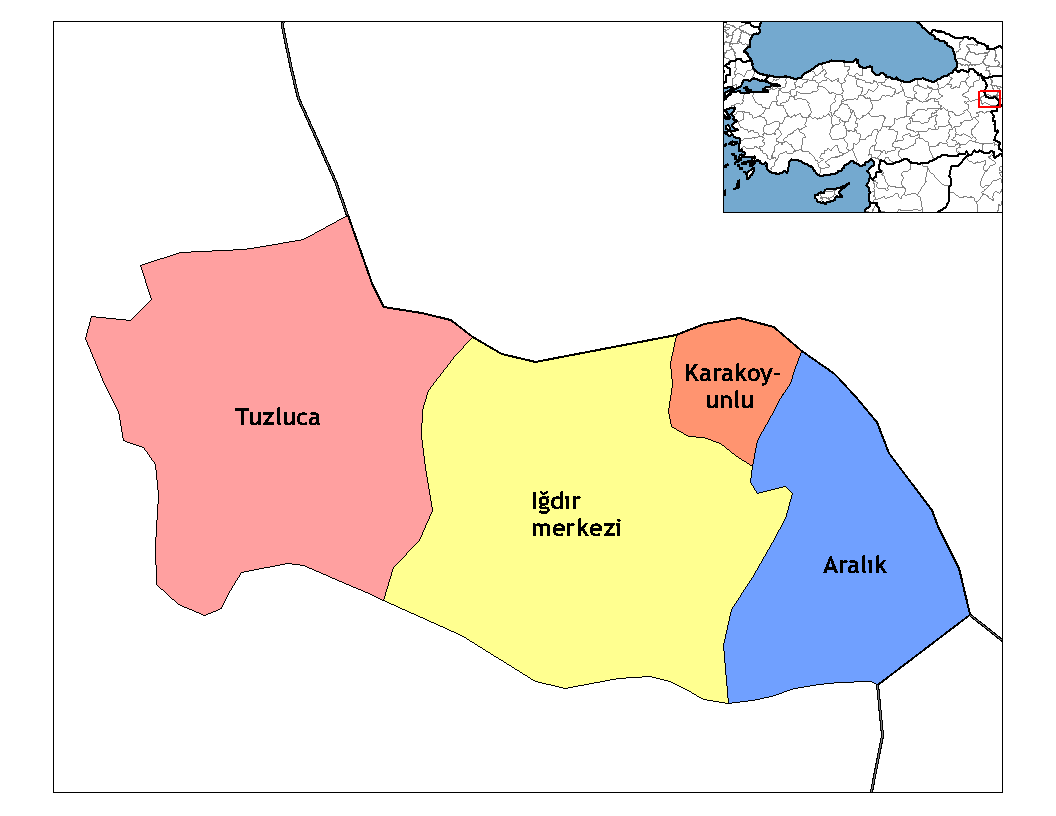
Distretti della provincia di Iğdir

La provincia è divisa in 4 distretti: 
- Aralık
- Iğdır
- Karakoyunlu
- Tuzluca